# Plagiodera thymaloides
Plagiodera thymaloides är en skalbaggsart som beskrevs av Carl Stål 1860. Plagiodera thymaloides ingår i släktet Plagiodera och familjen bladbaggar. Inga underarter finns listade i Catalogue of Life.